# Гней Аррий Корнелий Прокул
Гней Аррий Корнелий Прокул (лат. Gnaeus Arrius Cornelius Proculus) — римский государственный деятель первой половины II века.
С 138 по 140 год Прокул был наместником провинции Ликия и Памфилия. В 145 году он был консулом-суффектом вместе с Децимом Юнием Петом.